# Font d'en Conna
La Font d'en Conna era una font situada a la Muntanya de Montjuïc, a Barcelona.

## Referència històrica
Molt propera a la Font Trobada hi hagué la Font d'en Conna, on hi havia un establiment que es va especialitzar en guisats populars. Aquesta font disposava d'una pista de ball, però no gaudia de gaire bona fama, ja que no era estrany que les discussions que a vegades s'hi donaven degeneressin en quelcom pitjor: "Per ballar a la font d'en Conna / porta't sempre la parella. / Malgrat ser l'aigua fluixeta, / els mansos fan poca conya / amb qüestions de bragueta."
Pedro Voltes escrivia a La Vanguardia, en l'edició de l'1 de desembre de 1963: "Otra fuente famosa de Montjuich fue la de "En Conna". De ella escribió en cierta ocasión "La Esquella": "Tiene torrente sin agua, tiene cuatro acacias que parecen nuevas, tiene tres matorrales con poesía, un pedregal como Suiza y una fuente que no es termal, ni sulfurosa ni sódica, lo cual quiere decir que es saludable, además de un gustillo de pólvora que emana del castillo, que es lo que la hace de más grato beber."